# Токарі (Бездрицька сільська громада)
Токарі́ — село в Україні, у Бездрицькій сільській громаді Сумського району Сумської області. Населення становить 1848 осіб. Колишній орган місцевого самоврядування — Токарівська сільська рада.

## Географія
Село Токарі знаходиться за 2 км від міста Суми та за 22 км від кордону з Росією. До адміністративної межі м. Києва по дорогах відстань 323 км, до центра Києва — 342 км.
По селу протікає пересихаючий струмок з трьома загатами-ставами. Довжина ставів 725, 680 і 1200 метрів, ширина варіюється від 120 до 220 метрів. Місцеві назви ставів: Смагинський, Центральний та Колхозгний.
Раніше існувало два села: Токарі і Мала Чернеччина (Монастирок), згодом об'єднані в одне — Токарі. Тому зараз село Токарі сягає у довжину 5,5 км, ширина — від 330 метрів до 2,5 км.

## Назва
Згідно з однією з легенд, отримало свою назву від прізвища пана Токарєва, якому раніше належало.

## Історія
Село було засновано в 1732 році, одним із найзаможніших панів був деякий Ігнатьєв. Його маєток стояв на пагорбі, на місці сучасної вулиці Комсомольскої. До 1941 року у будівлі маєтку Ігнатьєва діяла школа-інтернат для дітей — сиріт.
У 1960-ті роки існував поділ на райони: Березняк, Вовче, Смагинське, Дудчине, Галушчине, Торфяник, «Совєцьке».
Деякий Ігнатьєв — був до речі, ще й останнім «уездным предводителем дворянства».
А ось Смагинське — це від пана Смагіна. в якого, за джерелом про архімандрита Шубського Іакова, він доживав свого віку з листопада 1789 року та закінчив земний шлях 14 лютого 1790 го року. Ця частина села розташована в бік, скажімо, Луки, де пізніше мешкав А.Чехов.
Та частина села, що раніше навіть серед місцевих мала назву Монастирьок — саме ним і був, монастирем, який зберігав чудотворний образ Христа Спасителя, з яким, згідно з Указом Священного Синоду здійснювались щорічні постійні хресні ходи до Великої Чернеччини.
У 60-х роках XVIII століття в Малій Чернеччині в будівлі напівзруйнованого нині монастиря жив Григорій Сковорода.
У районі села розташоване велике звалище хімвідходів. За 1,3 км на схід від села знаходиться кар'єр-звалище яке використовує ВАТ «Сумихімпром». Вантажівки підприємства часто їздять на кар'єр і назад через село. Правда, використовують для цього південний шлях, який лише трохи заходить на територію Токарів. Це звалище дуже шкодить екології села Токарі та загрожує здоров'ю мешканців.
12 червня 2020 року, відповідно до Розпорядження Кабінету Міністрів України № 723-р «Про визначення адміністративних центрів та затвердження територій територіальних громад Сумської області» увійшло до складу Бездрицької сільської громади.
19 липня 2020 року, в результаті адміністративно-територіальної реформи та ліквідації Сумського району(1923—2020), увійшло до складу новоутвореного Сумського району.

#### Російське вторгнення в Україну (з 2022)
Станом на 05 год. 00 хв 26 серпня 2024 року в селі зафіксовано 3 вибухи, ймовірно КАБ. В результаті обстрілу загинула 1 та поранено 2 цивільні особи, пошкоджено 12 приватних будинків. 1 вибух, ймовірно ФПВ-дрон.

## Населення

### Мова
Розподіл населення за рідною мовою за даними :
| Мова            | Кількість | Відсоток |
| --------------- | --------- | -------- |
| українська      | 1716      | 92.86%   |
| російська       | 113       | 6.11%    |
| білоруська      | 8         | 0.43%    |
| румунська       | 2         | 0.11%    |
| болгарська      | 1         | 0.05%    |
| інші/не вказали | 8         | 0.44%    |
| Усього          | 1848      | 100%     |

## Спорт
- База олімпійської підготовки лижників та біатлоністів.